# Archosauromorpha
Archosauromorpha é um grupo de répteis que surgiu no Permiano Médio e que inclui os diapsidas mais familiares da era Mesozóica, os dinossauros, assim como seus parentes mais próximos, Crocodylia, Pterosauria, Aves, e algumas formas menos conhecidas. Os arcossauromorfos são distinguidos por diversas características do crânio e do esqueleto axial.

## Classificação
- Subclasse Diapsida
  - Infraclasse ARCHOSAUROMORPHA
    - Família Euparkeriidae
    - Família Erythrosuchidae
    - Família Proterochampsidae
    - Família Proterosuchidae
    - Ordem Choristodera
    - Ordem Prolacertiformes
    - Ordem Rhynchosauria
    - Ordem Trilophosauria
    - Divisão Archosauria
      - Subdivisão Crurotarsi
        - Família Ornithosuchidae
        - Ordem Aetosauria
        - Ordem Phytosauria
        - Ordem Rauisuchia
        - Superordem Crocodylomorpha
          - Ordem Crocodylia

      - Subdivisão Avemetatarsalia
        - Ordem Pterosauria
        - Superordem Dinosauria
          - Ordem Ornithischia
          - Ordem Saurischia

### Filogenia
Archosauromorpha
```
 |--+--
Rhynchosauria

 |   `--+-?
Teraterpeton

 |      `--
Trilophosauria

 `--+--
Prolacertiformes

   `--
Archosauriformes

         |-?
Uatchitodon

         |--
Proterosuchidae

         `--+-?
Erythrosuchidae

            `--+-?
Heleosaurus

               `--+--
Euparkeriidae

                  `--+--?
Turfanosuchus

                     |--
Proterochampsidae

                     `--+--
Yonghesuchus

                        `--
Archosauria
 ( = Avesuchia)
                           |--
Crurotarsi
 (crocodilos)
                           `--
Ornithodira
 (dinossauros, pterossauros, e aves)
```

## Ligaçõesexternas
- Palaeos
- Paleofiles - lists taxa